# Ophiographa serpentaria
Ophiographa serpentaria là một loài bướm đêm trong họ Geometridae.